# 1851 год в истории железнодорожного транспорта
1851 год в истории железнодорожного транспорта

## События
- Открытие движения по Николаевской железной дороге.
- 1 ноября — первый пассажирский поезд Петербург — Москва (6 вагонов трёх классов) проследовал по Николаевской железной дороге за 21 час 45 минут[1].

## Персоны

### Родились
- Князь Михаил Иванович Хилков - государственный деятель, 16-й Министр путей сообщения Российской Империи.

### Скончались
- 6 июля Томас Дэвенпорт (Thomas Davenport) — американский кузнец, изобретатель. В 1833 году сконструировал первый роторный электродвигатель постоянного тока, создал приводимую им в движение модель поезда.